# Новый Тап
Новый Тап — посёлок (до 1994 — посёлок городского типа) в Юргинском районе Тюменской области
России. Административный центр и единственный населённый пункт Новотаповского сельского поселения.

## География
Расположен в центральной части региона, в пределах юго-западной части Западно-Сибирской низменности, в подзоне южной тайги, на берегах реки Тап (приток Тобола), в 103 км к северо-востоку от железнодорожной станции Заводоуковская (на линии Тюмень — Омск).

### Климат
Климат континентальный с холодной многоснежной зимой и тёплым относительно коротким летом. Продолжительность безморозного периода составляет в среднем 110 дней. Абсолютная годовая амплитуда температуры воздуха достигает 80-85 °C. Среднегодовое количество атмосферных осадков составляет 340 мм, из которых большая часть выпадает в тёплый период.

## История
С 29 сентября 1964 по 12 января 1965 находился в административном подчинении Ялуторовского горсовета.

## Население
| 1970 | 1979  | 1989  | 2010  | 2012  | 2013  | 2014 | 2015 | 2016 | 2017 | 2018 | 2019 |
| ---- | ----- | ----- | ----- | ----- | ----- | ---- | ---- | ---- | ---- | ---- | ---- |
| 4964 | ↘3671 | ↘2594 | ↘1217 | ↘1108 | ↘1046 | ↘999 | ↘961 | ↘927 | ↘884 | ↘847 | ↘777 |
| 2020 | 2021  |       |       |       |       |      |      |      |      |      |      |
| ↘731 | ↗737  |       |       |       |       |      |      |      |      |      |      |

## Инфраструктура
Лесная промышленность — прежняя основа экономики.
Новотаповская сельская больница.

## Транспорт
Посёлок доступен автотранспортом. Остановка общественного транспорта «Новый Тап».